# کلاودیو کابررا
کلاودیو کابررا (اسپانیایی: Claudio Cabrera‎؛ زادهٔ ۲۰ نوامبر ۱۹۶۳) بازیکن سابق و مربی فوتبال اهل آرژانتین است.
از باشگاه‌هایی که در آن بازی کرده‌است می‌توان به باشگاه فوتبال اتلتیکو هوراکان، باشگاه فوتبال ریور پلاته، باشگاه فوتبال آرسنال ساراندی، باشگاه فوتبال آرژانتینوس جونیورز، باشگاه فوتبال ولز سارسفیلد، و باشگاه فوتبال بوکا جونیورز اشاره کرد.
وی همچنین در تیم ملی فوتبال آرژانتین بازی کرده‌است.